# Fara (Arcadia)
Fara o Faras (en griego, Φάρα) es el nombre de una antigua ciudad griega de Arcadia.
Su único testimonio conocido es que se menciona el nombramiento de un teorodoco de la ciudad, a fines del siglo V o principios del IV a. C., en los registros de la ciudad de Delfos. 
Se desconoce su localización, aunque suele considerarse que era una ciudad Arcadia pero también se ha sugerido que esta mención podría corresponder a la Faras situada en Acaya.